# 布兰科·拉齐奇
布兰科·拉齐奇（1989年1月12日—），生于洛兹尼察，塞尔维亚男子篮球运动员。他曾代表塞尔维亚国家队参加2017年欧洲篮球锦标赛，获得亚军。